# Pfarrkirche Scheifling

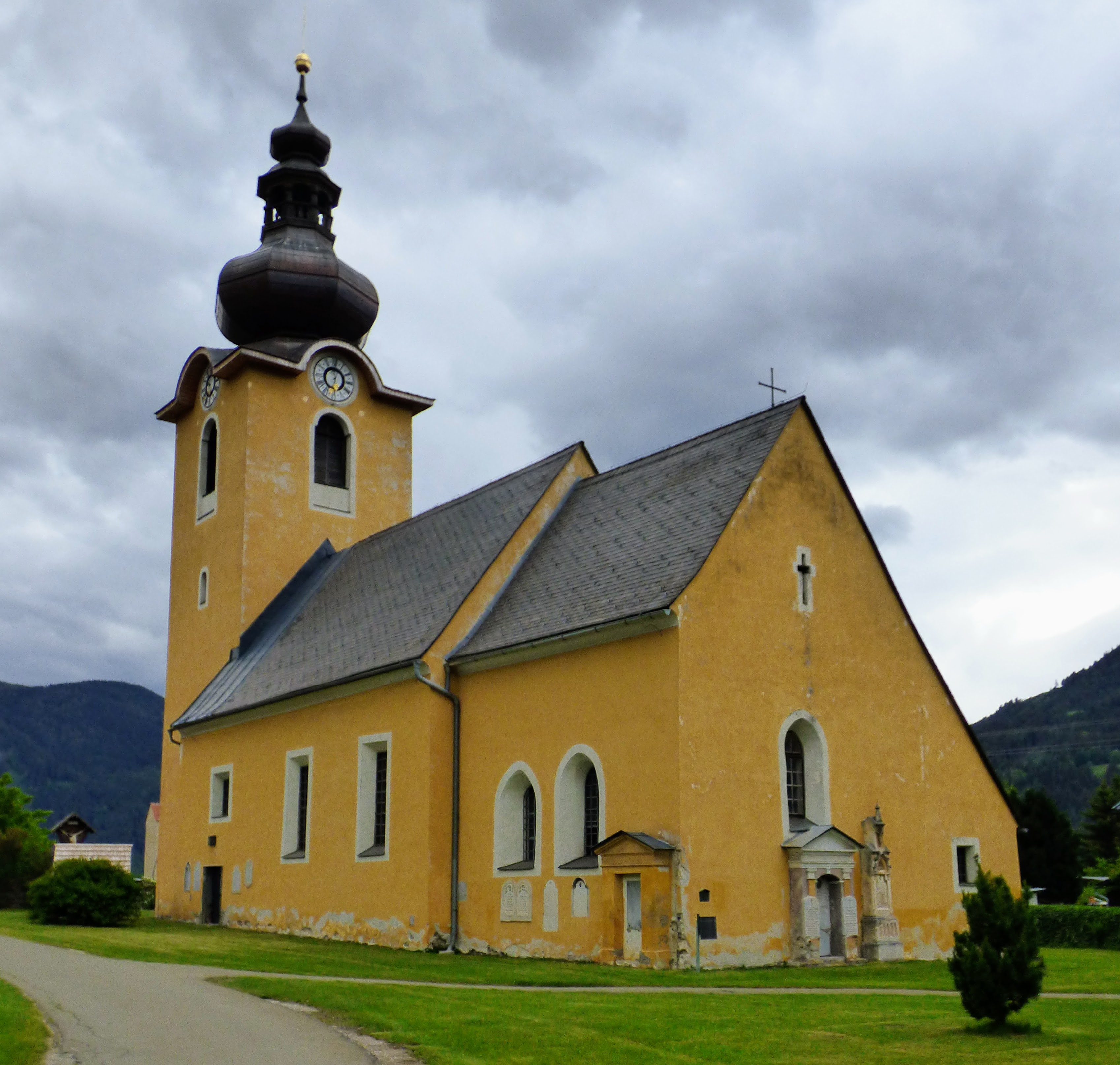
Katholische Pfarrkirche hl. Thomas in Scheifling

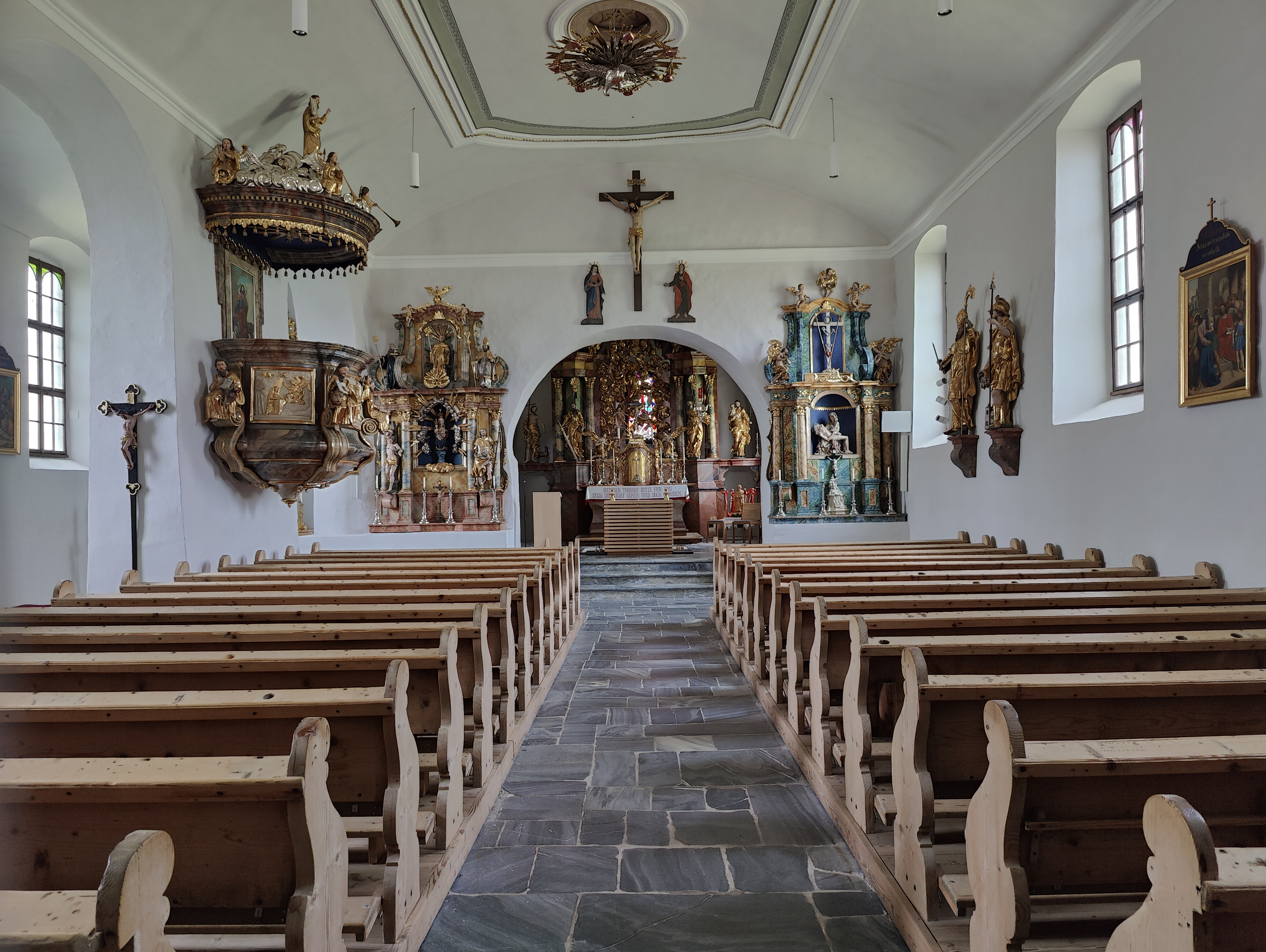
Innenraum der Kirche Scheifling

Die Pfarrkirche Scheifling steht am nordwestlichen Ende des Ortes in der Marktgemeinde Scheifling im Bezirk Murau in der Steiermark. Die dem Patrozinium hl. Thomas unterstellte römisch-katholische Pfarrkirche – dem Stift St. Lambrecht inkorporiert – gehört zum Dekanat Murau in der Diözese Graz-Seckau. Die Kirche und der ehemalige Friedhof stehen unter Denkmalschutz (Listeneintrag).

## Geschichte
Etwas vor 1203 wurde die Kirche vom Stift St. Lambrecht erbaut und seit damals dem Stift inkorporiert.
Die romanische Kirche mit einem barockisierten Langhaus wurde 1975/1976 restauriert.

## Architektur
Der im Kern romanische Kirchenbau ist noch teils von der Ummauerung des ehemaligen Friedhofes umgeben.
Das Kirchenäußere zeigt einen mächtigen Westturm mit einer Zwiebelhaube und Laterne aus 1684 und ein Langhaus und einen etwas eingezogenen etwas niedrigeren Chor unter getrennten Satteldächern. Am Turm ist außen ein barockes Kruzifix aus dem 18. Jahrhundert. Am Chorschluss sind Grabdenkmäler aus 1833 und 1850.
Das Kircheninnere zeigt ein Langhaus unter einem Flachtonnengewölbe mit einem einfachen Stuckfeld und ein schmales nördliches Seitenschiff unter einer Flachdecke. Die erneuerte Holzempore ist mit dem Westturmjoch verbunden. Der eingeschnürte Fronbogen hat einen gedrückten Rundbogen. Das etwas schmälere um drei Stufen höhere Chorquadrat hat ein frühgotisches Kreuzrippengewölbe auf Konsolen. Es gibt gotische Fenster mit Scheiben aus 1853 mit farbigen Gläsern durch I. Hilberth aus Klagenfurt. Im Chor ist ein schulterbogiges gotisches Portal mit einer Tür mit Eisenbeschlag zur nördlichen Sakristei.

## Ausstattung
Der Hochaltar mit Umgangsportalen zeigt im durchbrochenen Mittelteil den hl. Thomas in Wolken, die Statuen schuf Balthasar Prandtstätter um 1737. Die Seitenaltäre um 1720/1730 tragen links Aufsatzfiguren hl. Benedikt und Bischof aus dem zweiten Drittel des 17. Jahrhunderts und rechts eine Pietà aus dem Anfang des 15. Jahrhunderts vom rechten Altar in St. Lambrecht hierher übertragen.
Gotische Reliefs Vierzehn Nothelfer um 1490 wurden 1971 gestohlen, sechs davon wurden 1980 zurückerhalten.